# Luka Bakanidze
Luka Bakanidze (en georgiano ლუკა ბაქანიძე; Tiflis, 1982) es un novelista y poeta georgiano.

## Biografía
Luka Bakanidze se dio a conocer en el mundo literario con sus poemas, obteniendo el reconocimiento por sus textos en la revista Literaturuli Palitra debido a su estilo genuino y a los temas inusuales que aborda.

## Obra
La primera novela de Luka Bakanidze, La tercera orilla (მესამე ნაპირი, 2014) fue preseleccionada para el premio literario SABA 2015 en la categoría de mejor novela del año.  
El título de la obra representa un lugar místico, poblado por una comunidad de personas rechazadas por la sociedad donde la impureza, la crueldad y el pecado se han convertido en los valores principales; el protagonista de la historia, el marginado Jio, se gana la vida tocando la armónica en el metro, que constituye su hogar y refugio.
La posterior obra de Bakanidze ¿Dónde estás, Lázaro? (სად ხარ, ლაზარე) fue galardonada con el premio SABA a la mejor colección de relatos en 2017.